# Mila Doce (Teksas)
Mila Doce je naseljeno mjesto za statističke potrebe u američkoj saveznoj državi Teksas. Prema popisu stanovništva iz 2010. u njemu je živjelo 6.222 stanovnika.